# 马边碘泡虫
马边碘泡虫（学名：Myxobolus mapienensis）为碘泡科碘泡虫属的动物。在中国，分布于四川等，营寄生生活，寄生在乐山棒花鱼的鳃。